# Perzanowo
Perzanowo – wieś sołecka w Polsce położona w województwie mazowieckim, w powiecie makowskim, w gminie Czerwonka.
W latach 1975–1998 miejscowość administracyjnie należała do województwa ostrołęckiego.
Do 1954 roku istniała gmina Perzanowo z siedzibą władz w Czerwonce.
Wierni Kościoła rzymskokatolickiego należą do parafii św. Marii Magdaleny w Czerwonce.